# Grand Sud-Ouest français
Pour les articles homonymes, voir Sud-Ouest.

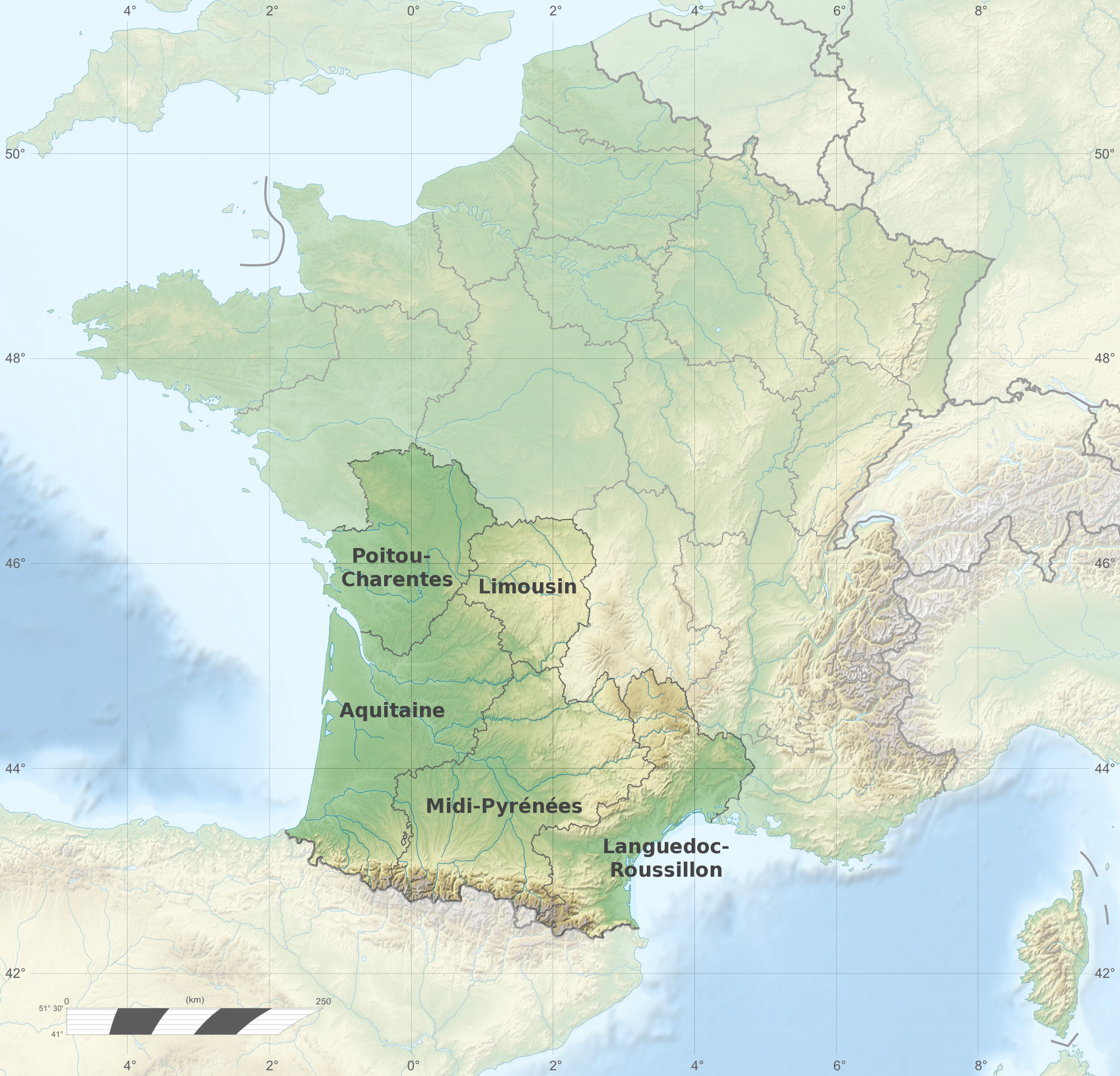
Carte topographie des cinq régions formant le Grand Sud-Ouest français avant les fusions de 2016.

Le Grand Sud-Ouest français est une entité géographique, sociologique et économique couverte par les régions administratives Nouvelle-Aquitaine et Occitanie, issues de la fusion au 1er janvier 2016 de cinq régions précédentes ; ces deux régions ont ensemble une superficie de 156 000 km2 soit 29 % du territoire de la France métropolitaine.
Leur regroupement, dépourvu de structures politiques ou administratives propres, a été constitué dans l'objectif d'une réflexion interrégionale sur l'aménagement du territoire à l'échelle des nouveaux enjeux européens, à l'initiative de la Délégation interministérielle à l'aménagement du territoire et à l'attractivité régionale.

## Aménagement du territoire

Le Grand Sud-Ouest français à l'aune de l'Europe

Comme le rappelle Bernard Morel dans la Revue de géographie de Lyon, « les constructions territoriales d'aménagement du territoire sont des inventions d'« objets géographiques » qui s'inscrivent dans des stratégies politiques. ».
Des initiatives ont entrepris d'étudier l'aménagement du territoire en France dans un cadre interrégional.

### Années 1990
Les programmes d'études pour le Grand Sud-Ouest et le Grand Sud-Est ont été lancés sur la décision du Comité interministériel d'aménagement et de développement du territoire réuni le 10 avril 1997 à Auch. Une mission interministérielle et interrégionale d’aménagement du territoire coordonnée par le préfet de la région Midi-Pyrénées a été créée à l'initiative de la Délégation à l'aménagement du territoire et à l'action régionale (DATAR), dont la commande était l'étude d'un fonctionnement en réseau des services de l’État à l'échelle du Grand Sud-Ouest.
Cet espace est alors constitué par les deux régions Aquitaine et Midi-Pyrénées, fédérées, de part et d'autre du fleuve, par la vallée de la Garonne, et associe, selon les thèmes, les régions limitrophes d'Auvergne, Languedoc-Roussillon, Limousin et Poitou-Charentes. Un diagnostic socio-économique a été réalisé et publié par les deux directions régionales Aquitaine et Midi-Pyrénées de l'Institut national de la statistique et des études économiques (Insee) en 1999.

### Années 2000
En 2003, La Délégation interministérielle à l'aménagement du territoire et à l'attractivité régionale (nouvelle appellation de la DATAR), a confié la révision de cette étude à une instance élargie dans une perspective européenne, la mission d’étude et de développement des coopérations interrégionales et européennes pour le Grand Sud-Ouest. Le résultat de cette réflexion, menée selon trois grands axes :
- espace et population,
- économie
- structuration de l'espace

sous la maîtrise d'œuvre de la Direction régionale de l’Insee Midi-Pyrénées en collaboration avec les directions des quatre autres régions et en association avec les services de l'État, les préfectures des cinq régions et les cinq conseils régionaux d'Aquitaine, Languedoc-Roussillon, Limousin, Midi-Pyrénées et Poitou-Charentes, a abouti à une nouvelle publication par l'Insee en mars 2006.

## Une entité géographique

Carte topographique du Grand Sud-Ouest.

Le Grand Sud-Ouest, étendu sur 156 000 km2 soit 29 % de la superficie de la France métropolitaine que représentent les deux régions Nouvelle-Aquitaine et Occitanie, rassemble sur son territoire une diversité de reliefs, une hydrographie et des espaces naturels d'une grande diversité. Des sommets élevés des Pyrénées ou plus modestes du Massif central à l'étendue des plages de la Côte d'Argent ou de la Côte d'Améthyste en passant par la grande plaine fluviale de la Garonne ou celle du marais poitevin ou par le relief vallonné des coteaux de Gascogne, son paysage est représentatif de pratiquement tout l'échantillon du relief hexagonal.
Le Grand Sud-Ouest forme un isthme européen entre océan Atlantique et mer Méditerranée, surtout au pied des Pyrénées, entre le golfe de Gascogne et le golfe du Lion. Il a été appelé "isthme gaulois", en référence à la période gallo-romaine, où il a été une voie de communication majeure : Via Aquitania entre Narbonne et Toulouse, puis Bordeaux par voie terrestre ou navigable (Garonne).

#### Deux zones littorales

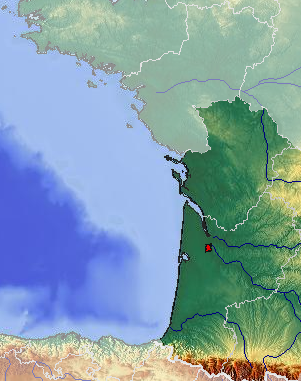
Littoral atlantique

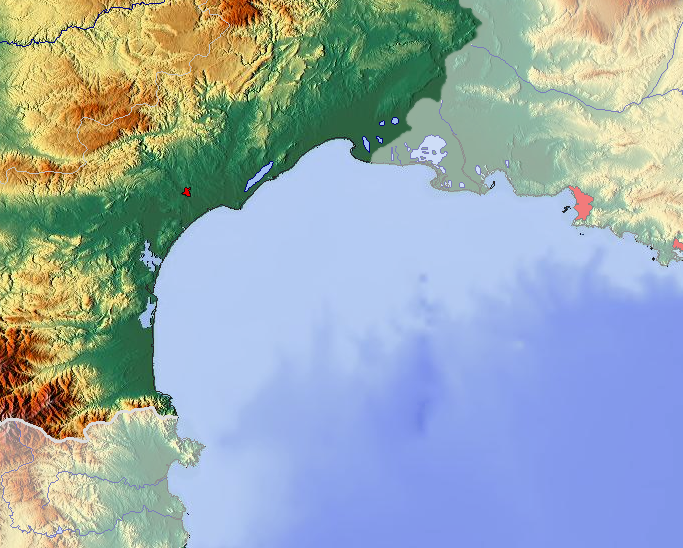
Golfe du Lion

### Un relief contrasté

#### Deux massifs montagneux

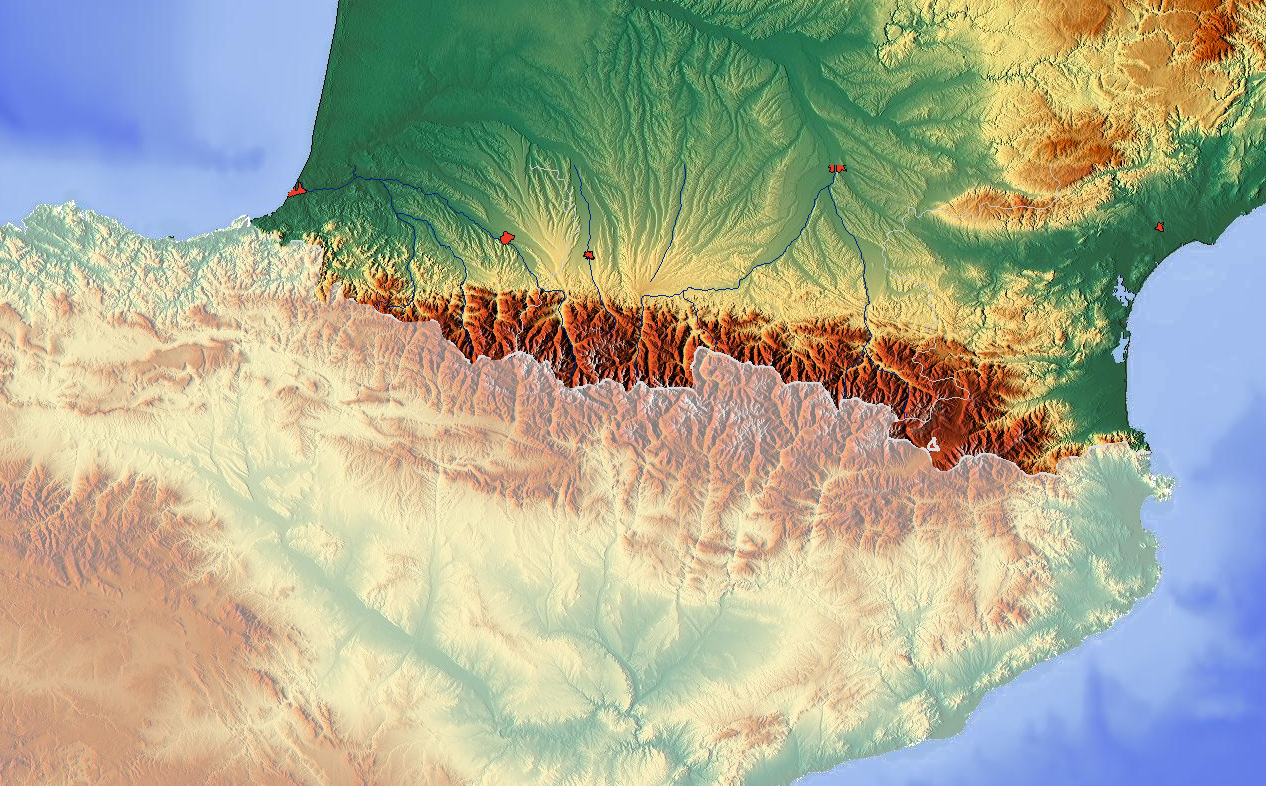
Carte du relief des Pyrénées
(La zone appartenant au Grand Sud-Ouest est en surbrillance)

La totalité des 430 km du côté français de la chaîne des Pyrénées borde le sud du Grand Sud-Ouest, avec plusieurs sommets de plus de 3 000 mètres : Balaïtous (3 144 m), Vignemale (3 298 m), mont Perdu (3 248 m), La Munia (3 133 m), pic Long (3 192 m), Grand Batchimale (3 177 m), pic Perdiguère (3 222 m), Pique d'Estats (3 144 m). Le Piémont pyrénéen adoucit progressivement son relief pour se fondre dans la plaine des Landes de Gascogne au-delà des Pyrénées occidentales. Les coteaux de Gascogne en aval des Pyrénées centrales conservent quelques velléités de hauteurs, avançant la douceur de leur paysage de collines jusqu'à la vallée de la moyenne Garonne. Creusées par la Têt, les Pyrénées orientales plongent plus abruptement vers la Côte Vermeille et se prolongent vers la vallée de l'Aude s'étalant entre Corbières et Montagne Noire.

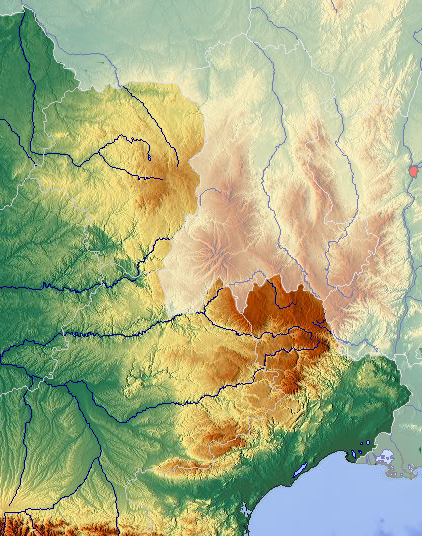
Carte du relief du Massif central

Les contreforts ouest et le sud du Massif central occupent une part importante du Grand Sud-Ouest dont ils constituent la bordure est. Ici les altitudes sont plus modestes (entre 300 et 1 600 m) : Pic de Finiels (1 699 m), Mont Aigoual (1 567 m), Truc de Fortunio (1 552 m), Signal de Mailhebiau (1 469 m), Pic de Nore (1 211 m), Pic du Pal (1 155 m), Caroux-Espinouse (1 124 m), Merdelou (1 100 m), Mont Caroux (1 091 m), Mont Bessou (977 m), mais les paysages n'en demeurent pas moins particulièrement contrastés. Les plateaux du Limousin sont de hautes terres vallonnées qui portent notamment le plateau de Millevaches vers 900 m d'altitude. Dans le sud, le massif se relève sensiblement dans la Montagne Noire ou dans les monts de Lacaune, avec des sommets importants au mont Lozère ou au mont Aigoual. Il se termine brusquement au-dessus des plaines du Languedoc. Les plateaux des Grands Causses constituent de vastes espaces entaillés par les profonds canyons du Tarn, de la Jonte ou de la Dourbie au sud du massif, entre Rouergue et Cévennes. Les plateaux du Quercy à l’ouest sont également constitués de surfaces karstiques, creusées parfois par des gouffres, mais sont moins élevés à l'approche de l’Aquitaine. Les plaines sont souvent étroites comme autour des Causses ou constituent de petits bassins de périphérie.

#### Bassins sédimentaires et hydrographiques
Le Grand Sud-ouest français comprend la totalité du Bassin aquitain et la quasi-totalité du bassin Adour-Garonne. Ce dernier, sur le plan hydrographique, inclut les bassins versants des fleuves français Garonne, Dordogne, Adour et Charente. Sont présents aussi les bassins de fleuves côtiers (Aude, Hérault, Orb, etc.) et quelques affluents de la Loire ou du Rhône. 

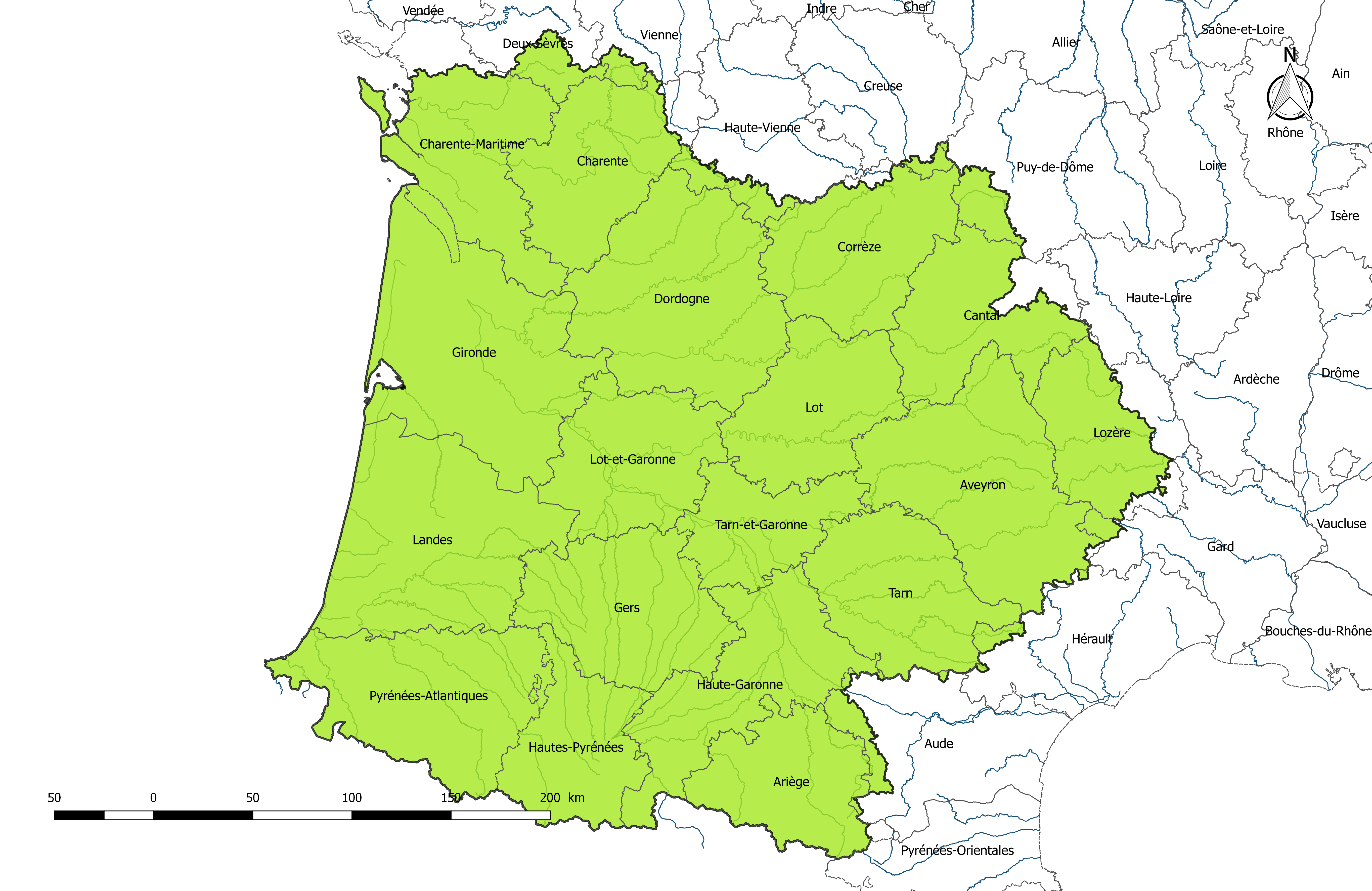
Carte du bassin versant Adour-Garonne

Les Charentes sont séparées du Poitou, au nord, par le seuil du Poitou qui est à l'interface du Bassin aquitain (côté Charentes) et du Bassin parisien (côté Poitou). Ce seuil marque aussi la ligne de partage des eaux. Du point de vue hydrographique, les Deux-Sèvres (préfecture : Niort), la Vienne (préfecture : Poitiers), ainsi que la Haute-Vienne (préfecture : Limoges) et la Creuse (préfecture : Guéret) appartiennent au bassin versant de la Loire. La Vienne est affluent de la Loire, comme la Sèvre Nantaise, et la Creuse est un affluent de la rivière Vienne. La Sèvre Niortaise est un fleuve côtier. La Corrèze, qui a donné son nom au département de la Corrèze, est un sous-affluent de la Dordogne.
Côté est, à la frontière des départements de la Haute-Garonne et de l'Aude, le seuil de Naurouze (ou du Lauragais) est situé sur la ligne de partage des eaux entre le bassin de la Garonne (vers l'océan Atlantique) et celui de l'Aude (vers la mer Méditerranée).

### Climats

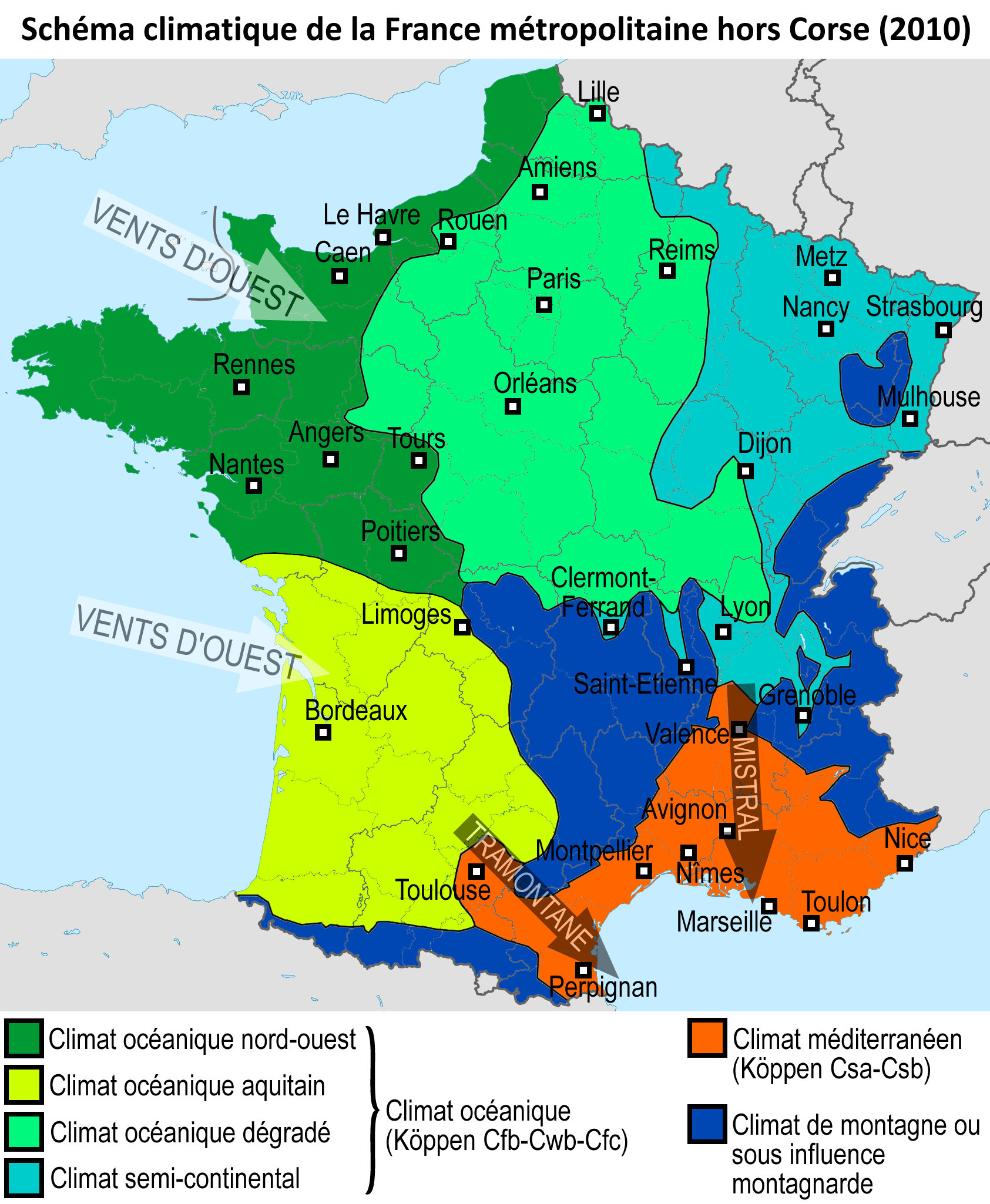
Carte des climats en France

Ils sont influencés par le relief, et la proximité à l'océan Atlantique ou à la mer Méditerranée. Le Bassin aquitain est soumis à un climat océanique. Les Pyrénées et le Massif central ont un climat de montagne. L'ex-région Languedoc-Roussillon (sauf la Lozère) a surtout un climat méditerranéen.

## Une entité culturelle

### Langues
Outre le français, plusieurs langues régionales sont parlées dans le Sud-Ouest. Elle appartiennent à trois familles linguistiques : occitano-roman (occitan, à savoir languedocien, limousin et gascon, et catalan), langues d'oïl (poitevin et saintongeais) et euskarien (basque).

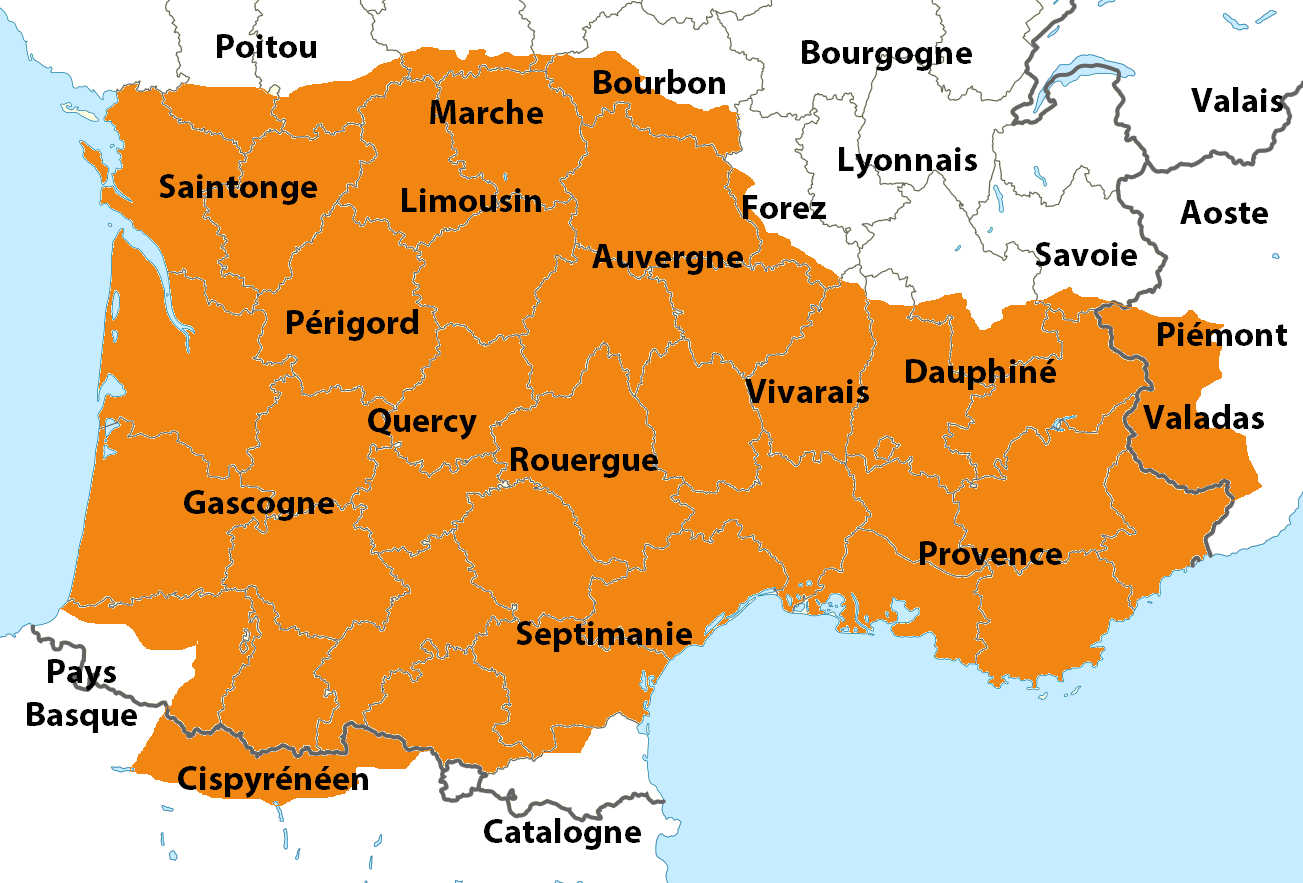
Carte de la Langue d'Oc au moyen-âge

Le basque est parlé dans la moitié ouest des Pyrénées-Atlantiques. Il fut parlé dans une aire plus vaste, et a influencé (comme substrat) le gascon, parler roman entre Garonne et Pyrénées. Le catalan est parlé dans la quasi-totalité des Pyrénées-Orientales (une petite frange nord, confinant à l'Aude, parlant occitan languedocien) ; l'occitan ou langue d'oc couvrant la majeure partie du territoire (pour la quasi-totalité de la région Occitanie, la plus grande partie de la région Nouvelle-Aquitaine, à savoir la quasi-totalité des aires respectives du gascon, du limousin et du languedocien, une partie de celle de l'auvergnat).
Le saintongeais est une langue d'oïl employée dans les départements de la Charente et la Charente-Maritime ainsi que dans une petite partie de la Gironde. Le poitevin est parlé dans la Vienne, les Deux-Sèvres et le nord de la Charente et de la Charente-Maritime. Ces deux langues sont parfois regroupées sous le nom de poitevin-saintongeais. Toutefois, l'ancien saintongeais des XIIe siècle et XIIIe siècle, jusqu'à la guerre de Cent Ans, est considéré comme langue d'oc.
De plus, on retrouve certaines expressions idiomatiques communes à une grande partie du Sud-Ouest.

### Architecture et urbanisme

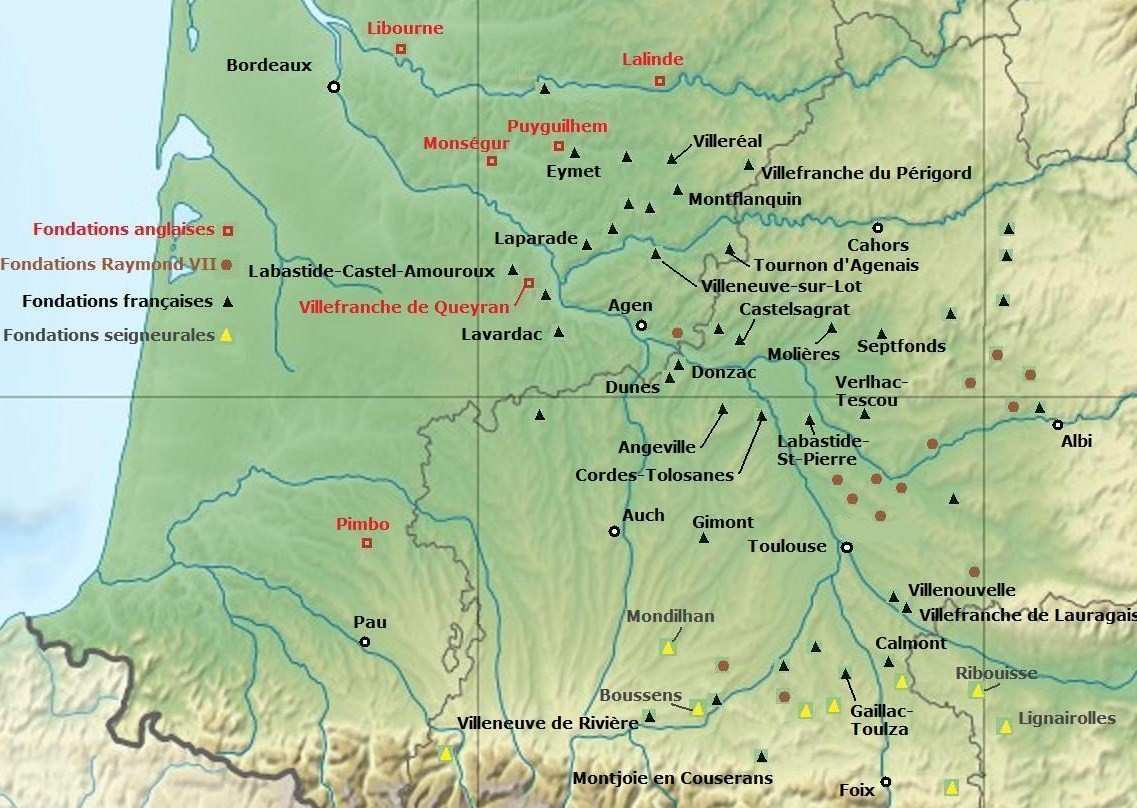
Carte des Bastides en 1271

Les Bastides sont des villes nouvelles, construites au moyen-âge, dans le contexte des guerres Franco-Anglaises pour la possession de l'Aquitaine. Elles marquent encore aujourd'hui le paysage du Sud-Ouest de la France.
Parmi elles, on peut citer Marciac, Libourne, Grenade, Monpazier, Mirande et Monflanquin.

### Sport
Le rugby est une passion dans le Sud-Ouest depuis près de 150 ans.
En 2020, le championnat de France de rugby à XV (dénommé Top 14 depuis 2005 et professionnel depuis 1995) compte 9 de ses 14 clubs dans le Grand Sud-Ouest (Nouvelle-Aquitaine 6, Occitanie 3). Le championnat de France de rugby à XV de 2e division (Pro D2, professionnel depuis 2000) compte 8 de ses 16 clubs situés dans le Grand Sud-Ouest. Le club de l'élite le plus au nord du Sud-Ouest est celui du Stade rochelais (La Rochelle, Charente-Maritime).

Deux villes ont été championnes d'Europe (Brive-la-Gaillarde et Toulouse). Des équipes comme celles de Perpignan, de Bayonne, de Biarritz, de Castres, de Bordeaux-Bègles, de Pau, d'Auch, de La Rochelle ou d'Agen sont très populaires.
Le rugby à XIII, implanté surtout dans le Sud-Ouest, a été très populaire en France dans les années 50. Les deux meilleurs clubs actuels, les Dragons Catalans et le Toulouse olympique XIII, jouent dans des championnats au Royaume-Uni.
Le basket-ball est bien implanté également, Pau-Orthez et Limoges comptabilisent 18 titres de champion de France à eux deux.

## Une entité économique

### Viticulture

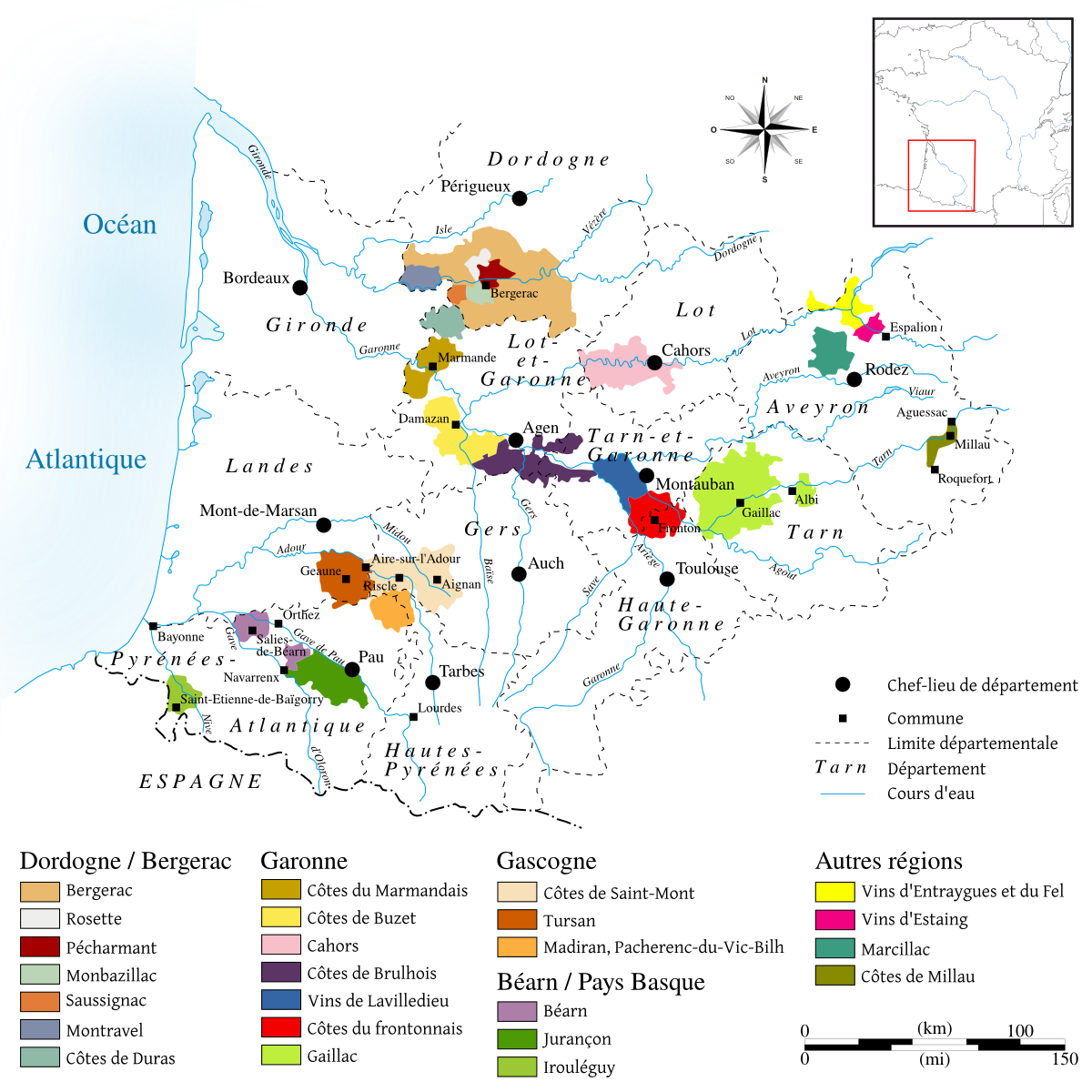
Carte des vignobles du sud-ouest

Pour des raisons climatiques, notamment, la culture de la vigne est implantée surtout dans le Sud en France, y compris dans le Sud-Ouest. Les appellations sont regroupées ainsi : le vignoble de Bordeaux (vins de Gironde, dont le vignoble du Médoc), le vignoble du Sud-Ouest, et au sud-est (climat méditerranéen) le vignoble du Languedoc.
Le Sud-Ouest comprend deux terroirs d'eau-de-vie de vin et leur vin de liqueur correspondant : Cognac et Pineau des Charentes en Charentes, Armagnac et Floc de Gascogne en Gascogne.

### Aéronautique et spatial
Ces filières sont implantées de longue date dans les régions du Grand Sud-Ouest.
Fin 2018, la filière aéronautique et spatiale emploie 159 000 salariés dans les régions Nouvelle-Aquitaine et Occitanie, et compte pour 22 % de l'emploi industriel du Grand Sud-Ouest. L'emploi est très dynamique dans ce secteur.
Chez les sous-traitants, fournisseurs et prestataires de services, le chiffre d'affaires lié aux commandes des constructeurs atteint 16,6 milliards € en 2018.
Il existe des liens étroits entre des acteurs complémentaires au sein du système productif du Grand Sud-Ouest. Cet écosystème assure le dynamisme du secteur, et favorise l'innovation et la R&D dans laquelle un tiers des entreprises sont impliquées.
Des difficultés de recrutement sont mêmes présentes, du fait d'un vivier de compétences encore limité, d'où le recours à la sous-traitance (pour 3 entreprises sur 10) ou aux externalisations pour absorber des pics de charge ou trouver les savoir-faire manquants.
En 2020, l'impact de la crise liée à la pandémie de Covid-19 est encore partiellement connu.

## Autres entités suprarégionales
Il s'agit de regroupements réalisés avant 2016 et les fusions de régions actuellement en vigueur.

### Santé
Dans le domaine de l'oncologie (recherche médicale, diagnostic et traitement des cancers) le Cancéropôle Grand Sud-Ouest a pour vocation de fédérer les équipes (chercheurs et cliniciens) situées dans les anciennes régions Aquitaine, Limousin, Languedoc-Roussillon et Midi-Pyrénées. L'ancienne région Poitou-Charentes a fait partie, elle, du Cancéropôle Grand Ouest (avec les régions Bretagne, Centre-Val de Loire et Pays de la Loire).

### Circonscriptions aux élections européennes
Les élections européennes de 2004, de 2009 et de 2014 en France ont eu lieu dans un cadre de circonscription supra-régional, où la circonscription Sud-Ouest avait le périmètre combiné de trois régions françaises d'alors : (d'ouest en est) Aquitaine, Midi-Pyrénées et Languedoc-Roussillon. Poitou-Charentes faisait partie de la circonscription Ouest avec les régions Bretagne et Pays de la Loire.

### Dualité
Selon d'autres regroupements, Poitou-Charentes a été associé au Grand-Ouest français ou au Grand Sud-Ouest français : cette dualité peut refléter l'attraction respective exercée sur le sud et le nord de cette ex-région par des métropoles différentes : Bordeaux au sud pour les Charentes, Nantes et Tours pour les Deux-Sèvres et la Vienne.

### Webographie
- Le Grand Sud-Ouest, Insee, Directions régionales Aquitaine, Languedoc-Roussillon, Limousin, Midi-Pyrénées, Poitou-Charentes, collection Dossiers, Études, n° 133, mars 2006, document téléchargeable (document papier de 125 p.)